# مهيار خضور
مهيار خضور (10 أكتوبر 1983 -)، ممثل سوري ولد في مدينة سلمية عمل منذ صغره في المجال الفني من خلال فرقة للرقص وبعدها تابع دراسته في المعهد العالي للفنون المسرحية، أراد أن يكمل دراسته ولكن التمثيل سرقه من متابعة دراسة الدكتوراه واستمر في المجال التمثيلي بعد تخرجه عام 2008، وفي 29 ديسمبر 2011 تزوج من الممثلة قمر خلف.

## أعماله
- سوق الحرامية كانون 2025 بدور كانون
- شارع شيكاغو مسلسل عام 2020 بدور مراد عكاش
- الإمام مسلسل عام 2017 بدور الإمام أحمد بن حنبل
- طوق البنات مسلسل عام 2014 بدور الكولونيل فرانس
- عناية مشددة مسلسل عام 2015 بدور زكوان
- خيبر مسلسل عام 2013 بدور يوسف
- الانفجار مسلسل عام 2012
- زمن البرغوت مسلسل عام 2012 بدور وضاح
- عمر مسلسل عام 2012 بدور خالد بن الوليد
- الغفران مسلسل عام 2011
- قيود روح مسلسل عام 2010 بدور رامي
- الزلزال مسلسل عام 2010 بدور صبحي
- صبايا مسلسل عام 2009-2010 بدور وائل
- بعد السقوط مسلسل عام 2010
- قمر أيلول مسلسل عام 2009
- طريق النحل مسلسل عام 2009 بدور زياد
- الدوامة مسلسل عام 2009 بدور رشيد
- إيقاعات رملية مسرحية عام 2008
- زهرة النرجس مسلسل عام 2008 بدور حازم
- سعدون العواجي مسلسل عام 2008
- علي العواجي مسلسل (لم يعرض بعد)
- أصعب قرار مسلسل 2008 في حلقة سلاح الصمت
- أسأل روحك مسلسل 2008
- عنترة مسلسل 2007 بدور عروة بن الورد
- نساء من هذا الزمن بدور منصور
- للموت (الجزء الثالث) مسلسل 2023 بدور لؤي

## روابط خارجية
- مهيار خضور على موقع قاعدة بيانات الأفلام العربية